# Ми з майбутнього
«Ми з майбу́тнього» (рос. Мы из будущего) — російський військово-фантастичний фільм 2008 року. Дітям до 14 років рекомендується дивитися фільм у супроводі батьків. Робочі варіанти назви фільму: «Чорні слідопити» і «До першої крові».
Вийшовши в широкий прокат 21 лютого 2008 р., фільм зібрав 7 626 400 $ (181 813 376 руб.), на нього прийшло 1.250.000 глядачів. У «театральної» версії фільму (випущеної на DVD) вирізано багато матеріалу: «театральна» версія триває 120 хвилин, телеверсія — 167.

## Сюжет
XXI століття. Четверо молодих друзів займаються розкопками під Санкт-Петербургом у місцях бойових дій німецько-радянської війни з комерційною метою: за різні знайдені військові предмети, нагороди і зброю дають добрі гроші. Організатор — Сергій Філатов на прізвисько Борман (Данило Козловський), колишній студент історичного факультету — добре знає історію німецько-радянської війни та місця боїв, де можна добре поживитися. Помічник Бормана — растаман на прізвисько Спирт (Андрій Терент'єв). Двоє інших учасників групи — Чуха (Дмитро Волкострелов) і Череп (Володимир Яглич). Череп — скінхед з татуюванням на плечі у вигляді стилізованої свастики.
До місця розкопок приходить сільська бабуся і каже, що у неї десь тут у боях пропав син, у якого був срібний портсигар з червоним каменем. Напідпитку молоді люди радісно хихикають і обіцяють у випадку знахідки сина повернути бабусі портсигар.
У ході розкопок група виявляє бліндаж з останками і сейф з документами. У документах (солдатських книжках) чорні копачі бачать власні імена та фотографії. Вирішивши, що все це алкогольні галюцинації через палену горілку, молоді люди йдуть купатися в довколишнє озеро. Стрибнувши у воду, вони виринають вже в 1942 році. Голих купальщиків приймають за тих, що вийшли з оточення і приймають до лав військової частини неподалік. Начальство вважає, що хлопці, які намагалися стверджувати, що вони з майбутнього, просто пережили в оточенні сильне психічне потрясіння, і, так як документи є, їм видають амуніцію та зброю. Потрапивши у військове минуле, хлопці беруть участь в бойових діях.
Привабливий Борман і ботанік Чуха закохуються в симпатичну медсестру Ніну (Катерина Клімова). Растаман Спирт розважає солдатів піснею, а скінхед Череп всім серцем рветься захищати Батьківщину.
Четвірка намагається повернуться назад (у свій час), знову поринувши у води озера. Проте повернення не відбувається. Раптова поява в розташуванні частини старенької валить четвірку в шок і трепет. Навколишні бійці та командири пояснюють старенькій, що це контужений. А хлопці здогадуються, що їхнє перебування у минулому пов'язано з їх обіцянкою, яке вони жартівливо дали бабусі — знайти її сина, червоноармійця Соколова, який зник у боях німецько-радянської війни. Особист, запідозривши недобре, відправляє четвірку під командуванням старшини в розвідку за «язиком». На зворотному шляху старшина гине, рятуючи Бормана, а четвірка потрапляє у полон до німців, де доля зводить їх з розвідником Соколовим, що готував втечу з сараю. Четвірка здійснює втечу з полону. Соколов просить їх передати своїм рідним срібний портсигар, про який раніше згадувала загадкова старенька. Хлопці розуміють, що їхня місія з пошуку сина бабусі виконана, і тепер вони зможуть повернутися додому через озеро. Тут їх знову знаходять і віддають в руки особиста. Однак вони отримують наказ воювати нарівні з іншими бійцями.
Сьорбнувши досита військового лиха, підірвавши ворожий дот, йдуть до озера й потрапляють у своє рідне сьогодення, але вже іншими… Вони мислять по-іншому. Череп каменем дряпає тату зі свастикою (яку дивним чином ніхто не помітив на голому бійці «у минулому»).

## У ролях
- Данило Козловський — Сергій Філатов, «Борман»
- Дмитро Волкострелов — Віталій Бероєв, «Чуха»
- Володимир Яглич — Олег Васил'єв, «Череп»
- Андрій Терентьєв — Андрій Смирнов, «Спирт»
- Катерина Климова — Ніна
- Данило Страхов — старший лейтенант Дьомін
- Борис Галкін — старшина Ємельянов
- Сергій Маховиков — Карпенко
- Зоя Буряк — Клава
- Сергій Мухін — рядовий Дмитро Соколов
- Ігор Черневич — особіст
- Анатолій Пашинін — солдат Сердюк

## Музика

### Пісні
- «Лучше нас здесь нет» у виконанні гурту Marsel.
- «Ты и Я» у виконанні Олени Терлєєвої
- «За всё спасибо добрый друг» у виконанні Катерини Климової
- «Солдат» у виконанні Андрія Терентьєва (слова на вірші Єлизавети Костянтинівни Стюарт, у виконанні Катерини Климової)

### Інструментальні теми
Музика Івана Бурляєва записувалася 1, 4 та 15 листопада 2007 р. в першій тонстудії кіноконцерну «Мосфільм» Російським державним симфонічним оркестром кінематографії. Диригент — Сергій Скрипка. Також у записі брав участь Московський камерний хор під керівництвом диригента Людмили Богомолової. Звукорежисер — Геннадій Папуна.

## Цікаві факти
- Під час зйомок Катерина Клімова була на шостому місяці вагітності, всі трюки за неї виконувала канадська дублерка[3].
- У фільмі міститься алюзія — сцена, в якій героя Данила Козловського призводять до німецького офіцера, сильно нагадує сцену з «Долі людини» Шолохова[3].
- Значна частина використаної у фільмі військової техніки — бутафорська (що чітко видно на прикладі танків). Справжня ж в «боях» участі не брала і служила фоном, а після зйомок перебралася на майданчик фільму Микити Міхалкова «Стомлені сонцем 2»[3].
- Для зйомок картини канал «Росія» запросив прославленого канадського постановника трюків та візуальних ефектів Джона Аттард, відомого своїми роботами над фільмами «Гладіатор», «Чорний яструб» і «Лара Крофт — розкрадачка гробниць»[3].
- Паралельно з кіноверсією фільму був знятий телевізійний варіант, до якого увійшло кілька додаткових сцен, його прем'єра відбулася 9 травня 2008 року на каналі РТР[3].
- Зйомки фільму пройшли не в Ленінградській області (у фільмі дія відбувається саме під Санкт-Петербургом), а у Псковській[3].